# ورزشگاه آلتن فورستری
استادیوم آن در آلتن فورستری (به انگلیسی: Stadium at the old forester's house یا خانه قدیمی جنگل) یک استادیوم فوتبال در منطقه کوپنیک و بزرگترین استادیوم فوتبال تک منظوره این رشته در پایتخت آلمان شهر برلین است. آلتن فورستری ورزشگاه اختصاصی باشگاه اف سی یونیون برلین از سال ۱۹۲۰ تا امروز می‌باشد.

## ظرفیت

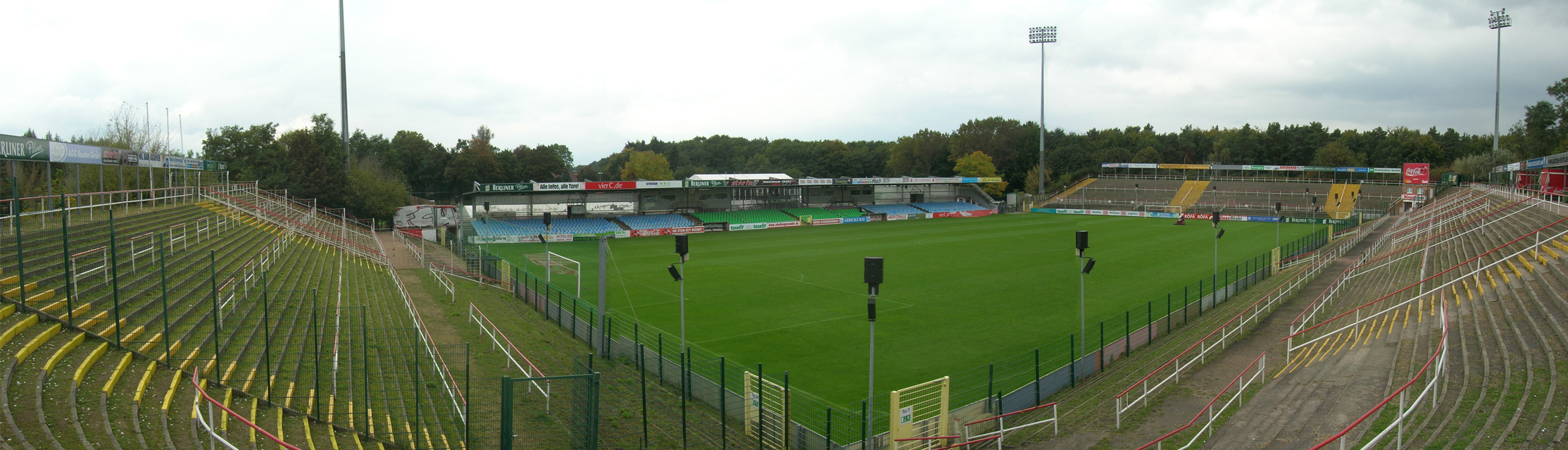
معماری استادیوم از سال ۱۹۸۳ تا ۲۰۰۸

ظرفیت استادیوم آخرین بار در سال‌های ۲۰۰۹ و ۲۰۱۳ گسترش و توسعه یافت. برخی از کارهای بازسازی توسط بیش از ۲۳۰۰ حامی و هوادار باشگاه به صورت داوطلبانه انجام شده‌است. این استادیوم در طول مسابقات بوندس‌لیگا ۲، ظرفیت ۲۲۰۱۲ تن را داشت.

## رویدادهای مهم
این استادیوم همچنین با اتفاقاتی مانند رویداد کارولینای کریسمس و اتاق نشیمن جام جهانی در سال ۲۰۱۴ شناخته شد.

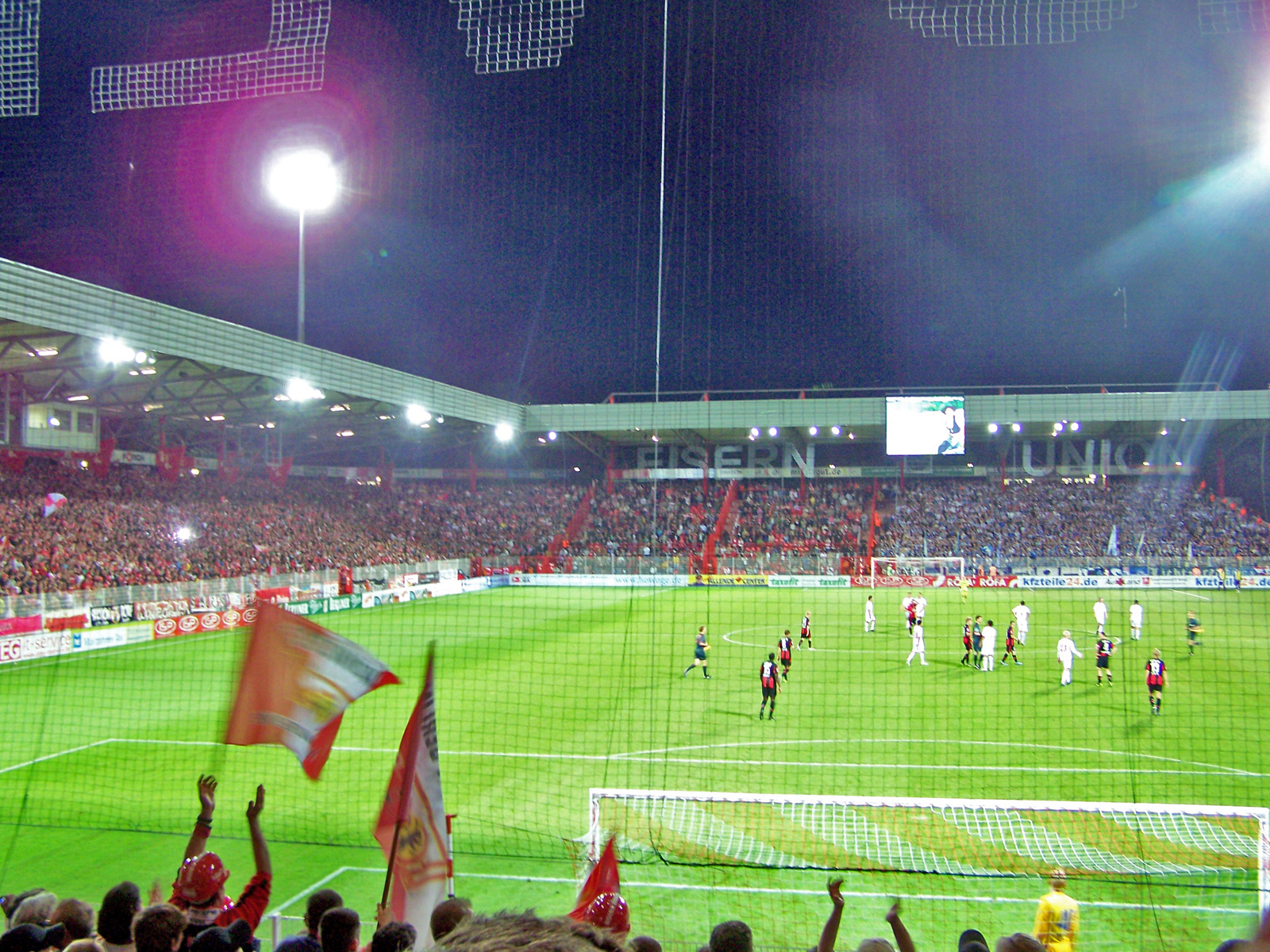
مسابقه افتتاحیه بازسازی ورزشگاه

افتتاحیه ورزشگاه در ابتدا برای سال ۲۰۱۰ برنامه‌ریزی شده بود، اما مرحله دوم بهسازی در مه ۲۰۱۲ آغاز و تا سال ۲۰۱۳ طول کشید. پس از ساخت مجدد و تجهیز ورزشگاه، باشگاه یونیون برلین یک بازی دوستانه با تیم سلتیک انجام داد.

### اتاق نشیمن جام جهانی
در سال ۲۰۱۴ باشگاه با ایده ای جالب این امکان را فراهم ساخت که هواداران در ورزشگاه بر روی مبل شخصی خود کل بازی‌های جام جهانی را ببینند. این رویداد WM Wohnzimmer یا اتاق نشیمن جام جهانی نامیده شد. بیش از ۸۰۰ کاناپه در ردیف‌های جلوی ورزشگاه روبروی صفحه نمایش بزرگ استادیوم روی زمین قرار گرفتند.

### کنسرت
در ۳ سپتامبر ۲۰۱۵، لینکین پارک اولین نمایش موسیقی و کنسرت خود را در این استادیوم برپا کرد. آنها مقابل ۳۵۰۰۰ هوادار اجرا کردند.